# Рязанско княжество
Рязанско княжество (на руски: Рязанское княжество), по-късно Велико Рязанско княжество (на руски: Великое княжество Рязанское) е средновековно руско феодално държавно образувание, съществувало от XII до началото на XVI век, разположено в района на средното течение на река Ока. Първоначално част от Муромското и Черниговското княжество, то постепенно се превръща в самостоятелно владение със столица в Рязан. По време на своето съществуване княжеството изиграва важна роля в руската история, като често е въвлечено в конфликти със съседни държави и княжества.

## История

### Муромо-Рязанско княжество

#### Образуване на княжеството
След изгонването на Ярослав Святославич от Чернигов през 1127 година от Всеволод Олгович, княжеството с център в Муром, включващо и Рязан, се обособява от Черниговското княжество под властта на потомците на Ярослав. През 1129 година е създаден рязанският дял, който бързо набира сила.
След смъртта на Ярослав в Муром последователно управляват неговите синове Юрий, Святослав и Ростислав. През 1150-те години центърът на княжеството е преместен от Муром в Рязан, което дава възможност за икономически и политически напредък.

#### Отделяне и независимост
В средата на XII век Муромо-Рязанското княжество се разделя на две отделни владения: Муромско и Рязанско княжество. Това разделение бележи началото на независимото развитие на Рязанското княжество, което започва да играе все по-значима роля в региона.

### Рязанско княжество

#### Борба с владимирските князе
След преместването на столицата в Рязан, княжеството започва усилена борба за влияние с Великото владимирско княжество. В края на XII и началото на XIII век рязанските князе често влизат в конфликти с владимирските князе, които се опитват да наложат контрол върху рязанската земя.
През 1180 година Всеволод III Голямо Гнездо извършва интервенция в Рязанското княжество, принуждавайки князете да се подчинят на неговата власт. Въпреки това рязанските князе продължават да водят борба за своята независимост.

#### Политически съюзи и дипломация
Рязанските князе се опитват да укрепят своето влияние чрез политически съюзи с други руски княжества и съседи като Великото литовско княжество. Те също така поддържат дипломатически отношения с ханствата на Златната орда, опитвайки се да избегнат пряка конфронтация.

#### Монголско нашествие
През декември 1237 година Рязан става първата жертва на монголското нашествие в Русия. Градът е напълно разрушен, а голяма част от населението е избита или пленена. Въпреки тежките загуби, княжеството успява да се възстанови и продължава съществуването си като васално владение на Златната орда. През този период рязанските князе играят ключова роля в опазването на южните граници на руските земи.

### Възстановяване и укрепване
След нашествието Рязанското княжество постепенно се възстановява. През XIV век княз Олег Иванович успява да укрепи властта си и да разшири територията на княжеството. Под негово управление Рязан се превръща в един от важните центрове на руските земи.
През този период княжеството поддържа дипломатически отношения с Великото литовско княжество и Златната орда, като се опитва да запази своята независимост от нарастващото влияние на Московското княжество. Олег Иванович провежда редица успешни военни кампании, които укрепват позициите на княжеството.

### Присъединяване към Московското княжество
През 1521 година княз Иван Иванович е принуден да предаде властта над княжеството на великия княз на Москва Василий III. Това събитие бележи края на самостоятелното съществуване на Рязанското княжество, което става част от Московската държава.
След присъединяването рязанската земя запазва своето значение като стратегически регион, разположен на югоизточната граница на Русия. Въпреки загубата на независимост, регионът остава културен и икономически център в рамките на Московското княжество.

## Наследство
Днес Рязанската област е известна с богатото си историческо и културно наследство. На територията на областта са запазени множество паметници от времето на княжеството, включително църкви, манастири и крепости. Историята на Рязанското княжество представлява интерес както за историците, така и за туристите, посещаващи региона.
Сред най-значимите исторически обекти са:
- Стара Рязан – останките на древната столица.
- Переяславъл-Рязански – съвременният град Рязан, основан след разрушаването на Стари Рязан.
- Рязанският кремъл – исторически и архитектурен паметник.

## Личности

### Болярски родове на Рязанското княжество
Рязанското княжество е известно с някои от най-старите руски благороднически родове, сред които са:
- Апраксини
- Глебови
- Колобови
- Ляпунови
- Пронски
- Черницини

Тези родове играят важна роля в политическия и обществения живот на княжеството, като много от тях запазват своето значение и след присъединяването към Московското княжество.

### Епископи на Рязанското княжество
През периода на съществуване на княжеството значителна роля играе Рязанската епископия, чиито представители участват активно в политическия живот на региона. Сред известните рязански епископи са:
- Гавердовски
- Илински

Рязанската епископия е ключов духовен център, който допринася за разпространението на православното християнство в региона.